# 2333 Porthan
2333 Porthan este un asteroid din centura principală, descoperit pe 3 martie 1943 de Yrjö Väisälä.